# Edmur Mesquita
Edmur Mesquita de Oliveira (17 mai 1954 - 12 février 2022) est un homme politique brésilien.
Membre du Parti social-démocrate brésilien, il a siégé à l'Assemblée législative de São Paulo de 1999 à 2003. Il est décédé de la COVID-19 à São Paulo le 12 février 2022, à l'âge de 67 ans.